# Dům čp. 27 (Štramberk)
Dům čp. 27 se nachází na Náměstí v části v Kutě ve Štramberku v okrese Nový Jičín. Roubený dům pochází z přelomu 18. a 19. století. Byl zapsán do Ústředního seznamu kulturních památek ČR před rokem 1988 a je součástí městské památkové rezervace.

## Historie
Dům byl postaven v prudkém svahu na přelomu 18. a 19. století, majitelem byla rodina Ignáce Neuwara, následovala rodina Hrčkova a další. Nynější majiteli jsou Hyklovi.

## Stavební podoba
Dům je přízemní roubená omítaná stavba s obdélným půdorysem a sedlovou střechou. Dům je obrácen štítovou stranou do ulice. Dům je postaven na kamenné podezdívce, která vyrovnává prudkou svahovou nerovnost. V podezdívce jsou prostory s valenou klenbou, ve kterých dříve byly chlévy, do nichž jsou dva dochované samostatné vstupy na straně obrácené do ulice. Vstupy mají segmentové zaklenutí nad nimi jsou dvě okna a štít. Zvýšené přízemí i dům je omítané. Dřevěný svisle bedněný trojúhelníkový štít má okapovou stříšku a jedním obdélným oknem uprostřed a větracím otvorem. Jižní stranou přimyká k sousednímu domu čp. 422. Okapová severní strana je dvouosá se vstupem do domu. Střecha je protažena tak, že kryje chodník. Ve světnici je trámový záklopový sklop. Přestavbou byla zrušena dvouprostorová dispozice se síni a jizbou. Průchozí síň je předělena příčkou.